# Drietoma
Drietoma (Hongaars: Drétoma) is een Slowaakse gemeente in de regio Trenčín, en maakt deel uit van het district Trenčín.
Drietoma telt 2.228 inwoners.